# Ma come fanno i marinai/Cosa sarà
Ma come fanno i marinai/Cosa sarà è un 45 giri di Lucio Dalla e Francesco De Gregori pubblicato dalla RCA Italiana nel novembre del 1978. Il successo della canzone principale, composta dai due cantautori, spinse i due a dar vita insieme a un tour negli stadi italiani nell'anno successivo, da cui venne tratto il disco dal vivo Banana Republic del 1979.

## Descrizione
La copertina è completamente nera, con i nomi dei due artisti e il titolo del brano scritti in bianco.

### Ma come fanno i marinai
Il brano nasce da un caffè dopo pranzo tra i due musicisti e Ron, e sarà uno dei primi motivi di successo della collaborazione tra Dalla e De Gregori, seguito poi da Cosa sarà e Banana Republic. Cantando dei marinai il brano parla delle persone senza meta o senza bussola, che si ritrovano sempre nei loro amori passeggeri o mercenari, in quella solitudine che ricompare ad ogni porto e che li obbliga a continuare a viaggiare, tra sospetti di omosessualità ("Ma come fanno i marinai a baciarsi tra di loro a rimanere veri uomini però?"), ripercorrendo sempre lo stesso mare e le stesse rotte ("un mare che più passa il tempo e più non sa di niente, su questa rotta inconcludente").
Dopo la pubblicazione come singolo, il brano viene poi inserito negli album Banana Republic (Dalla / De Gregori) e successivamente nelle raccolte Francesco De Gregori del 1992 e Lucio Dalla del 6 dic 2019.
Il brano è stato reinterpretato da Marta sui Tubi e Lombroso sulla raccolta Con Quali Occhi... (Un Omaggio A Francesco De Gregori) e sul disco di Marta sui tubi Nudi E Crudi - I Concerti, I Video, Le Follie....
Inoltre Bandadriatica ha reinterpretato il brano sul disco BandAdriatica – Arriva La Banda!.

### Cosa sarà
La canzone venne inserita nell'album Lucio Dalla di Lucio Dalla, pubblicato nello stesso anno; successivamente è stata inserita nella raccolta Greatest Hits del 1981 e nell'album dal vivo LucioDallaLive - La neve con la luna
Il coautore Ron l'ha interpretata nell'album live Tutti cuori viaggianti e successivamente nel CD singolo Non abbiam bisogno di parole/Cosa sarà e nell'album Vorrei incontrarti fra cent'anni.
I Ridillo hanno pubblicato una loro cover di Cosa sarà come singolo nel 2020.

## Tracce
Lato A
Edizioni musicali RCA.
1. Ma come fanno i marinai – 3:35 (Lucio Dalla e Francesco De Gregori)

Lato B
Edizioni musicali RCA, Spaghetti Music.
1. Cosa sarà – 4:15 (testo: Lucio Dalla – musica: Ron)